# نرماندی سفلی
 نرماندی سفلی (به فرانسوی: basse-normandie) نام یکی از ۲۶ ناحیه کشور فرانسه است که شامل ۳ منطقه کالوادوس, مانش و اورن می‌باشد.
جمعیت این ناحیه ۱٬۰۴۵۳٬۰۰۰ نفر است. همچنین مساحت این ناحیه بالغ بر ۱۷٬۵۸۹ کیلومتر مربع است.

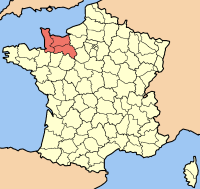
ناحیه نرماندی پایین در فرانسه